# Al Jackson, Jr.

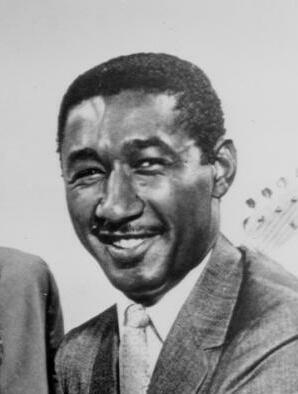
La description

Al Jackson, Jr., né le 27 octobre 1935 à Memphis (Tennessee) et mort assassiné le 1er octobre 1975 à Memphis, est un batteur, percussionniste, producteur et auteur-compositeur américain de musique soul. Musicien de studio, il est un des membres fondateurs du groupe Booker T. & the M.G.'s.
Jackson est parfois surnommé The Human Timekeeper (« le métronome humain ») en raison de son talent de musicien. Son jeu de batterie, basé notamment sur le contretemps, a contribué à définir le son de la soul de Memphis.
En tant que membre de Booker T. & the M.G.'s, il est intronisé au Rock and Roll Hall of Fame en 1992 et au Memphis Music Hall of Fame en 2015.

## Biographie
Le père de Jackson, Al Jackson Sr., dirige un groupe de danse jazz/swing à Memphis. Le jeune Jackson apprend à jouer de la batterie dès son plus jeune âge et commence à se produire sur scène avec le groupe de son père en 1940, à l'âge de cinq ans. Il joue ensuite dans le groupe du producteur et trompettiste Willie Mitchell et, parallèlement, dans le populaire Ben Branch Band.
Booker T. Jones, qui joue également pour Mitchell, invite Steve Cropper et Donald "Duck" Dunn à venir le voir jouer au Flamingo Room et au Manhattan Club, leur suggérant d'engager le jeune homme pour le label Stax. Jackson est d'abord réticent, estimant qu'il peut gagner plus d'argent en jouant en live qu'en travaillant comme musicien de session. Il accepte finalement l'offre contre un salaire régulier, tout en continuant à travailler pour Mitchell et le label Hi Records. Jackson est ainsi le premier musicien de session de Stax à recevoir un salaire hebdomadaire.
Chez Stax, Jackson devient l'un des batteurs les plus influents de l'histoire de la musique enregistrée, offrant un backbeat instantanément identifiable derrière les artistes du label, notamment Rufus Thomas, Carla Thomas, Wilson Pickett, Eddie Floyd, Sam & Dave, Otis Redding, Don Covay, Donny Hathaway et le guitariste de blues Albert King (pour qui il travaille aussi comme producteur). Al Jackson et les MG's ne se contentent pas du travail en studio. Ils donnent aussi des concerts ou accompagnent les artistes Stax sur scène. On peut les entendre, par exemple, sur les albums d'Otis Redding Live at Filmore West ou Live in Europe.
Les M.G.'s louent aussi leur services à des artistes d'autres labels comme Delaney & Bonnie, Bill Withers, Rod Stewart ou Leon Russell. Mais Jackson travaille également pour Eric Clapton (461 Ocean Boulevard), Aretha Franklin (Young, Gifted and Black), Elvis Presley (Raised on Rock) ou William Bell.
Jackson rejoint ensuite le groupe d'Al Green. Il est également co-auteur de chansons telles que Green Onions de Booker T. & the M.G.'s et Let's Stay Together d'Al Green.

## Décès
Al Jackson meurt assassiné le 1er octobre 1975 chez lui à Memphis. Alors qu'il était censé se rendre la veille à Détroit pour produire une session de Major Lance, il décale son voyage pour assister à la retransmission du match de boxe opposant Joe Frazier et Mohamed Ali au Mid-South Coliseum. En rentrant chez lui, il tombe nez à nez avec des intrus et reçoit cinq balles de revolver dans le dos. Vers trois heures du matin, sa femme Barbara Jackson s'enfuit dans la rue en criant à l'aide. Elle déclare à la police que des cambrioleurs l'avaient ligotée avant d'abattre son mari à son retour. La police ne trouve cependant rien d'anormal dans la maison, et le portefeuille et les bijoux de Jackson se trouvent toujours sur lui.
C'est le petit-ami de Denise LaSalle, une amie de Barbara Jackson, qui est soupçonné d'avoir appuyé sur la gâchette. Il aurait donné rendez-vous au domicile de Jackson à un autre homme ayant cambriolé une banque en Floride. Traqué à travers la Floride, à Memphis, Seattle et Washington, le meurtrier présumé est abattu par un policier le 15 juillet 1976 lors d'une fusillade sans rapport avec cette affaire.
Bien que toujours légalement marié, Jackson était séparé de sa femme. En juillet 1975, celle-ci lui avait déjà tiré une balle dans la poitrine avec cette même arme, après qu'il l'eut frappée plusieurs fois. Il n'avait alors pas porté plainte. En pleine procédure de divorce, il avait loué un appartement dans l'intention d'y déménager prochainement. Un projet de réunion de Booker T. and the M.G.'s était en cours.

## Chansons célèbres
Liste des chansons les plus célèbres sur lesquelles joue Al Jackson Jr.
- Booker T. & the M.G.'s : Green Onions (1962)
- Wilson Pickett : In the Midnight Hour (1965)
- Otis Redding :
  - Respect (1965)
  - I've Been Loving You Too Long (1965)
  - Try a Little Tenderness (1967)
  - (Sittin' On) The Dock of the Bay (1968)
- Eddie Floyd : Knock on Wood (1966)
- Sam & Dave : 
  - Hold On, I'm Comin' (1966)
  - Soul Man (1967)
- Albert King : Born Under a Bad Sign (1967)
- Al Green : Let's Stay Together (1971)
- Bill Withers : Ain't No Sunshine (1971)